# سلیمان کامارا
سلیمان کامارا (انگلیسی: Souleymane Camara؛ زادهٔ ۲۲ دسامبر ۱۹۸۲) یک بازیکن فوتبال اهل سنگال است که در پست مهاجم بازی می‌کرد.
وی همچنین در تیم ملی فوتبال سنگال بازی کرده‌است.